# لبلاط (كيكت)
لبلاط هو دُوَّار يقع بجماعة واد ملحة، إقليم شفشاون، جهة طنجة تطوان الحسيمة في المملكة المغربية. ينتمي الدوّار لمشيخة كيكت التي تضم 7 دواوير. يقدر عدد سكانه بـ 371 نسمة حسب الإحصاء الرسمي للسكان والسكنى لسنة 2004.

## روابط خارجية
- البوابة الوطنية للجماعات الترابية نسخة محفوظة 12 مارس 2018 على موقع واي باك مشين.
- المندوبية السامية للتخطيط